# Suchowolce (przystanek kolejowy)
Suchowolce – przystanek kolejowy w Suchowolcach, w województwie podlaskim, w Polsce. Przystanek obsługiwany jest wyłącznie przez pociągi osobowe.

## Ruch pasażerski
| Rok  | Wymiana pasażerska na dobę |
| ---- | -------------------------- |
| 2017 | 0-9                        |
| 2022 | 0-9                        |